# Castell d'Alcarràs
Les restes del castell d'Alcarràs es troben a l'església parroquial, (Mare de Déu de l'Assumpció d'Alcarràs), d'aquesta població que es va bastir sobre les seves ruïnes. El castell fou, segurament, d'origen islàmic.

## Història
Com el seu topònim indica, el castell d'Alcarràs devia tenir un origen musulmà. La conquesta del lloc devia ser anterior a la capitulació de Lleida el 1149. L'any 1147 ja es documenta una donació feta per Guerau de Jorba, feudatari d'Alcarràs a Ferran i la seva muller Ermessèn d'una torre situada «in terminibus d'Alcharraz». Guerau de Jorba, net de Guillem Dalmau de Cervera, aconseguí d'Alfons I de reunir la senyoria d'Alcarràs amb les de Vallmanya, Montagut i Raïmat; (la senyoria era simple, amb la jurisdicció civil i criminal del sobirà). Feu testament el 1184 a favor del seu fill, Guillem, cognomenat d'Alcarràs. La seva filla, Gueraua, es casà amb el vescomte Guillem I de Cardona i Alcarràs passà al domini dels Cardona. El 1249, El seu fill Guillem vengué el lloc i castell a Tomàs de Santcliment. L'any 1312, Jaume II atorgaria a Nicolau de Santcliment el mer i mixt imperi sobre aquest feu.
Durant la guerra civil contra Joan II, el castell d'Alcarràs tingué un paper important com a avançada defensiva de la ciutat de Lleida. El castell resistí fins passat el 6 de juliol de l'any 1464 quan es rendí Lleida. Els Santcliment mantingueren la majoria fins a la segona meitat del segle xvi en què la filla de Joan Benet de Santcliment es casà amb Ferrando de Heredia. Per herència, al principi del segle xviii passà als ducs de Solferino, que en foren senyors fins a l'abolició dels senyorius jurisdiccionals al segle xix.
L'any 1585, l'escriptor holandès Enrique Cock descrivia el castell. «...un castillo que ya se quiere quasi caer, al poniente del pueblo». L'any 1668, Filipo de Corsini assenyalava que «appena si vedono le vestigia di un piccolo castello». Durant la guerra dels Segadors, els francesos ocuparen el castell (1642), on posaren una petita guarnició, i fou gairebé destruït en la guerra de Successió. Segons Pascual Madoz, l'any 1846 encara es distingia entre les ruïnes «sobre la colina, a cuyo pie se ha dicho està el pueblo, se ven algunos torreones cuya solidez y fábrica revelan gran antigüedad».

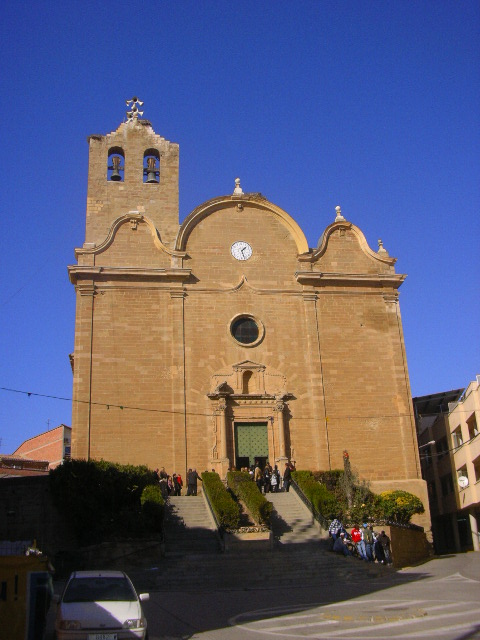
Mare de Déu de l'Assumpció, església bastida sobre les ruïnes del castell

## Arquitectura
El un principi, el castell estaria situat dalt de l'esperó que domina el poble, avui ocupat per les cases del nucli antic. Després es bastí una construcció més gran relacionada amb la vila closa. En aquest moment (segle xiii) es devien excavar les sitges sud-orientals i la cisterna al subsòl de l'actual església parroquial. El castell fou reconstruït al final de l'edat mitjana. Arruïnat al segle xvii, serví de base a la nova església del segle xviii.
A la banda est de l'església, hi ha les restes d'un parament on s'identifiquen dues fases: una probablement medieval i l'altre moderna que correspondrien a les estructures d'unió de la fortalesa amb la muralla que tancava la població i que per aquesta part tenia un portal segons la tradició oral. A la part oest s'aprecia una estructura que es deia estendre cap a ponent i de la qual es veu el farciment interior. A la zona nord és on la irregularitat de la planta del temple és més evident i demostra les dificultats per adaptar un construcció regular a una edificació subordinada a la topografia del lloc. Destaca un forat que sembla correspondre a una obertura de l'estructura primitiva.
A l'interior del temple hi ha altres punts d'interès. Les portes de les sagristies i els carreus encoixinats de la base del campanar podrien pertànyer al castell. Un dels vestigis més importants del castell del segle xiii és un soterrani situat al mig de la nau central de planta rectangular, cobert per una volta de canó que té clarament els senyals de la cimbra, és a dir, l'estructura feta de fusta que serveix d'ajuda per construir un arc o una volta. La construcció dels paraments és de carreus més grossos a la part baixa i més allargats a la de dalt. Al cantó NW hi ha un forat que comunica amb un canal. Aquesta cambra, amb forat d'entrada pels líquids, terra impermeabilitzat i cubeta de decantació per a la neteja, pot ser la cisterna del castell. En general, l'obra sembla feta en dos moments: un d'anterior a la construcció de l'església, format per les parets fins al nivell d'impostes, amb carreus amb senyals de pedrapiquer i un segon moment que es correspondria amb l'actual església del segle xviii en què es bastí la volta amb l'accés actual per convertir el dipòsit en una cripta.
A la dreta de l'entrada del temple, hi ha una sèrie d'estructures que resultaren ser tres sitges de perfil acampanat i boca rectangular. entremig hi ha un mur de carreus que pot correspondre als fonaments de la fortalesa.